# 1970년대 대한민국의 텔레비전 드라마 목록
다음은 1970년대에 방송된 대한민국 텔레비전 드라마의 연도순 목록이다.
- 1970년 대한민국의 텔레비전 드라마 목록
- 1971년 대한민국의 텔레비전 드라마 목록
- 1972년 대한민국의 텔레비전 드라마 목록
- 1973년 대한민국의 텔레비전 드라마 목록
- 1974년 대한민국의 텔레비전 드라마 목록
- 1975년 대한민국의 텔레비전 드라마 목록
- 1976년 대한민국의 텔레비전 드라마 목록
- 1977년 대한민국의 텔레비전 드라마 목록
- 1978년 대한민국의 텔레비전 드라마 목록
- 1979년 대한민국의 텔레비전 드라마 목록

## 같이 보기
- 1970년대 텔레비전 드라마 목록